# Bàn Đạt
Bàn Đạt là một xã thuộc huyện Phú Bình, tỉnh Thái Nguyên, Việt Nam.

## Địa lý
Xã Bàn Đạt nằm ở phía tây bắc huyện Phú Bình và là xã cực bắc của huyện, có vị trí địa lý:
- Phía đông giáp xã Tân Khánh
- Phía tây giáp thành phố Thái Nguyên
- Phía nam giáp xã Đào Xá
- Phía bắc giáp huyện Đồng Hỷ.

Xã Bàn Đạt có diện tích 17,04 km², dân số năm 2012 là 6.289 người, mật độ dân số đạt 369 người/km².
Trên địa bàn xã có hệ thống sông Máng, một kênh tưới tiêu nhân tạo được xây dựng từ thời Pháp thuộc chảy qua ranh giới phía tây. Đường sắt Kép - Lưu Xá chạy qua phía bắc của xã.

## Lịch sử
Năm 1953, xã Vạn Thắng thuộc huyện Phú Bình được thành lập (bao gồm các xã Bàn Đạt, Tân Khánh, Đào Xá ngày nay).
Năm 1960, xã Vạn Thắng được tách ra thành 3 xã, trong đó có xã Thắng Lợi.
Năm 1976, xã Thắng Lợi đổi tên thành xã Bàn Đạt như hiện nay.

## Hành chính
Xã Bàn Đạt được chia thành 12 xóm: Bàn Đạt, Cầu Mành, Việt Long, Đồng Quan, Đồng Vĩ, Na Chăng, Đá Bạc, Bờ Tấc, Phú Lợi, Tân Minh, Trung Đình, Bãi Phẳng.